# Маршалл, Томас Фалькон
Томас Фалькон Маршалл (англ. Thomas Falcon Marshall, 1 декабря 1818, Ливерпуль — 2 апреля 1878, Кенсингтон, Мидлсекс) — английский художник, известный как живописец и акварелист. Писал как портреты, так и пейзажи, а также исторические картины.

## Жизнь
Маршалл родился в Ливерпуле в декабре 1818 года; работал в основном там же и в Манчестере. На выставке Ливерпульской академии 1836 года он показал четыре картины. В 1840 году он был награждён серебряной медалью Общества искусств за картину маслом, и он впервые выставлялся в Королевской академии художеств в 1839 году. Около 1847 года он переехал в Лондон.
Маршалл умер в Кенсингтоне 26 марта 1878 года.

## Работы

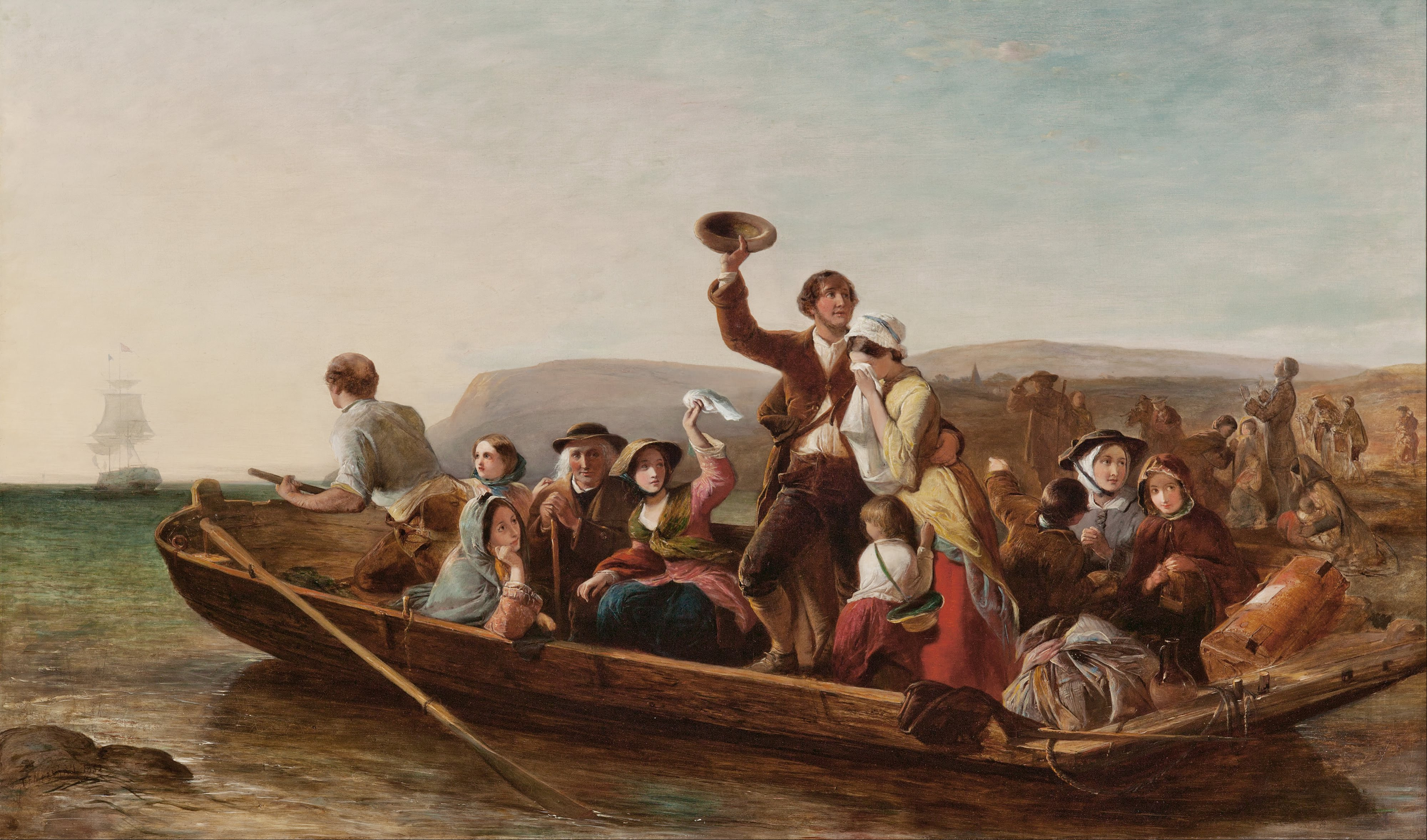
«Эмиграция — Прощальный день» Томаса Фалькона Маршалла

В Королевской академии Маршалл выставил всего 60 работ, в Британском институте 40 картин и 42 в галерее на Саффолк-стрит. Он также был хорошо представлен на выставках в Ливерпуле и Манчестере. «Грядущий шаг» (1847 года) попал в национальную коллекцию Южного Кенсингтона. «Эмиграция — Прощальный день» и «Печальные новости с места войны» были другими известными примерами его работы.

## Семья
Маршалл был женат. Его жена Амелия Джейн пережила его, как и их сын.